# Serres chaudes (Chausson)
Serres chaudes op. 24 est un cycle de cinq mélodies pour voix et piano d'Ernest Chausson, composées sur des textes extraits du seul recueil de poèmes de Maurice Maeterlinck, et terminées en mars 1896. Ce cycle est dédié à la soprano Thérèse Roger et créé le 3 avril 1897 à la Société nationale de musique. 

## Composition

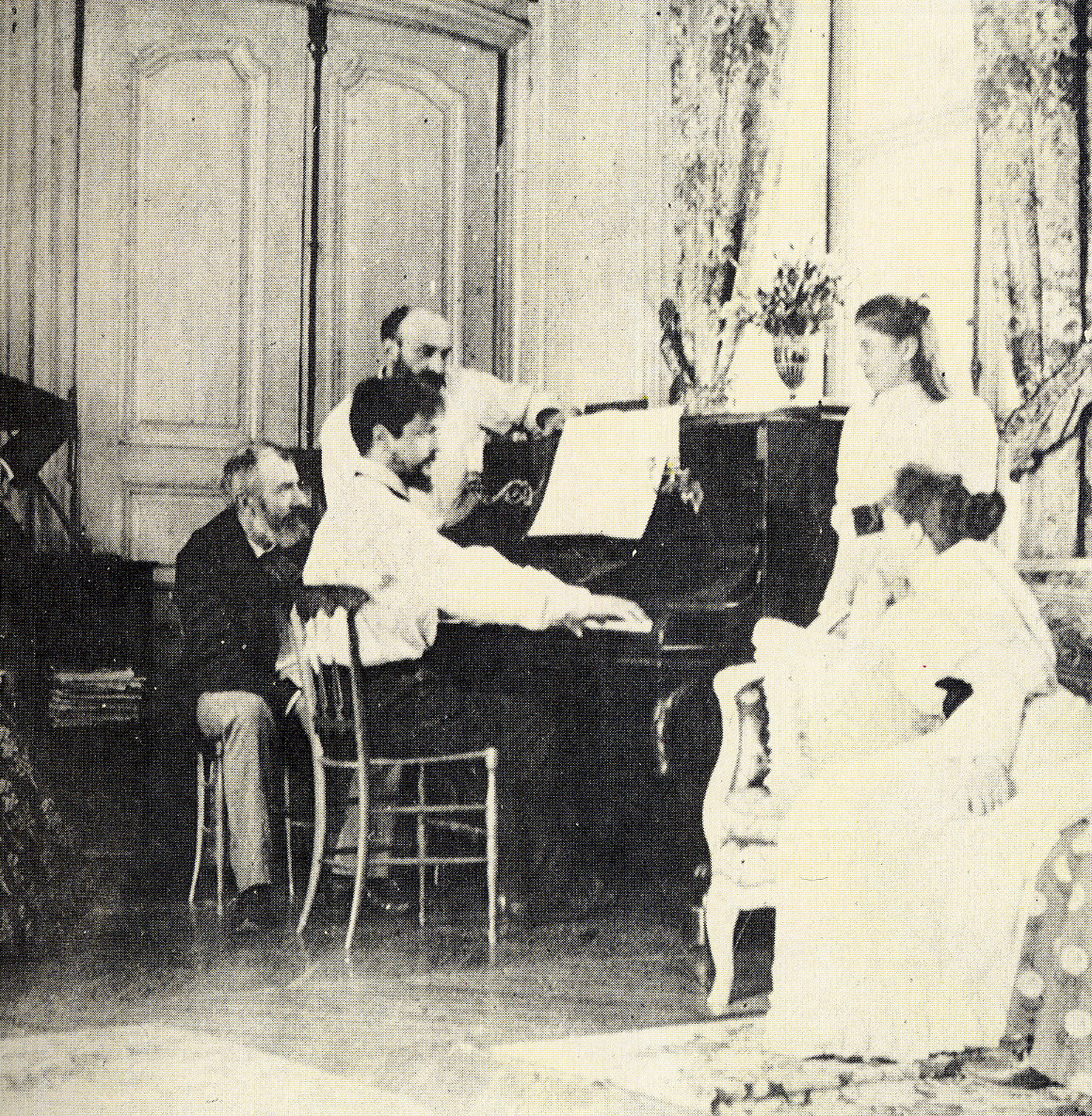
Debussy déchiffrant la partition de Boris Godounov en présence de Chausson et de sa famille

Pendant l'été 1893, cinq ans après les Chansons de Miarka (et un an après le Poème de l'amour et de la mer) Chausson compose Lassitude et Serre d'ennui à Luzancy dans la grande maison qu'il a loué pour les étés 1892 et 1893, alors que Claude Debussy en visite lui fait découvrir la partition de Boris Godounov. Il compose ensuite Oraison puis Fauve las et enfin Serre chaude en 1896. Il sélectionne d'abord sept poèmes du recueil de Maeterlinck qui en comporte trente-trois (on a retrouvé des brouillons de Feuillage du cœur et de Reflets), pour finalement n'en publier que cinq, « explorant le gouffre de l'abîme symboliste » et recréant des poèmes musicaux abstraits et complexes, évocations de sentiments empreints d'angoisse et d'indécision et d'abord parfois difficile pour l'auditeur. Leur difficulté d'exécution a été également soulignée.

## Les cinq poèmes
Les cinq mélodies finalement publiées par Chausson, sont :
1. Serre chaude, en si mineur
2. Serre d'ennui, en mi mineur
3. Lassitude, en fa dièse mineur
4. Fauve las, en fa mineur
5. Oraison, en mi bémol mineur

### Serre chaude
O serre au milieu des forêts !

Et vos portes à jamais closes !

Et tout ce qu'il y a sous votre coupole !

Et sous mon âme en vos analogies !

Les pensées d'une princesse qui a faim,

L'ennui d'un matelot dans le désert,

Une musique de cuivre aux fenêtres des incurables.

Allez aux angles les plus tièdes !

On dirait une femme évanouie un jour de moisson ;

Il y a des postillons dans la cour de l'hospice ;

Au loin, passe un chasseur d'élans, devenu infirmier.

Examinez au clair de lune !

(Oh rien n'y est à sa place !)

On dirait une folle devant les juges,

Un navire de guerre à pleine voile sur le canal,

Des oiseaux de nuit sur des lys,

Un glas vers midi,

(Là-bas sous ces cloches !)

Une étape de malade dans la prairie,

Une odeur d'éther un jour de soleil.

Mon Dieu ! Mon Dieu ! Quand aurons-nous la pluie

Et la neige et le vent dans la serre !
— Maeterlinck

### Serre d'ennui
O cet ennui bleu dans le cœur !

Avec la vision meilleure,

Dans le clair de lune qui pleure,

De mes rêves bleus de langueur !

Cet ennui bleu comme la serre,

Où l'on voit closes à travers,

Les vitrages profonds et verts,

Couvertes de lune et de verres,

Les grandes végétations

Dont l'oubli nocturne s'allonge,

Immobilement comme un songe,

Sur les roses des passions ;

Où de l'eau très lente s'élève,

En mêlant la lune et le ciel

En un sanglot glauque éternel,

Monotonement comme un rêve.
— Maeterlinck

### Lassitude
Ils ne savent plus ou se poser ces baisers,

Ces lèvres sur des yeux aveugles et glacés ;

Désormais endormis en leur songe superbe,

Ils regardent rêveurs comme des chiens dans l'herbe,

La foule des brebis grises à l'horizon,

Brouter le clair de lune épars sur le gazon,

Aux caresses du ciel, vagues comme leur vie ;

Indifférents et sans une flamme d'envie,

Pour ces roses de joie écloses sous leurs pas ;

Et ce long calme vert qu'ils ne comprennent pas.
— Maeterlinck

### Fauves las
O les passions en allées

Et les rires et les sanglots !

Malades et les yeux mi-clos

Parmi les feuilles effeuillées,

Les chiens jaunes de mes péchés,

Les hyènes louches de mes haines,

Et sur l'ennui pâle des plaines

Les lions de l'amour couchés !

En l'impuissance de leur rêve

Et languides sous la langueur

De leur ciel morne et sans couleur,

Elles regarderont sans trêve

Les brebis des tentations

S'éloigner lentes, une à une,

En l'immobile clair de lune,

Mes immobiles passions.
— Maeterlinck

### Oraison
Vous savez, Seigneur, ma misère !

Voyez ce que je vous apporte !

Des fleurs mauvaises de la terre

Et du soleil sur une morte.

Voyez aussi ma lassitude,

La lune éteinte et l'aube noire ;

Et fécondez ma solitude

En l'arrosant de votre gloire.

Ouvrez-moi, Seigneur, votre voie,

Eclairez-y mon âme lasse,

Car la tristesse de ma joie

Semble de l'herbe sous la glace.
— Maeterlinck

## Analyse
Selon Isabelle Brétaudeau « le mot « serre » est doublement chargé de sens en cette fin de XIXe siècle. Il évoque à la fois l'engouement d'une génération pour l'architecture en verre et en métal et l'univers clos des symbolistes… et est en même temps un microcosme de tout ce qui vit sur le globe ». L'ordre des cinq mélodies correspond à leur ordre d'apparition dans le recueil de Maeterlinck. Chausson exclut les titres à connotation lumineuse et conserve plutôt les poèmes véhiculant une idée de claustration ou d'abattement, en écrivant les cinq mélodies dans des tonalités mineures.

### Serre chaude
L'accompagnement agité, très expressif et très modulant soutient une mélodie angoissée et maladive qui s'efface tout d'un coup pour les deux derniers vers, laissant place à un rythme apaisé et à des harmonies beaucoup plus larges.

### Serre d'ennui
Cette mélodie s'oppose à la précédente par l'atmosphère mélancolique et rêveuse d'un tranquille balancement harmonique sur un accompagnement de croches régulières .

### Lassitude
La pièce évoque une « sorte de léthargie floue, qui enveloppe les sens en endormant les mouvements réfléchis de l'esprit », à laquelle l'alternance des mesures à 
 et 
 donne une atmosphère  hypnotique, influencée par la découverte récente de Boris Godounov selon Ralph Scott Grover.

### Fauve las
Cette mélodie renoue avec la fébrilité de Serre chaude, matérialisée ici par un accompagnement de triolets traversant des modulations continuelles.

### Oraison
La conclusion du cycle invite à la paix et à la stabilité exprimées dans la texture d'un choral, procession d'accords au piano rappelant la fin de Serre chaude.

### Ouvrages généraux
- Brigitte François-Sappey et Gilles Cantagrel (dirs.), Guide de la mélodie et du lied, Paris, Fayard, coll. « Les Indispensables de la musique », 1994, 916 p. (ISBN 2-213-59210-1, OCLC 417117290, BNF 35723610), « Ernest Chausson », p. 123–133.

### Monographies
- Isabelle Bretaudeau, Les mélodies de Chausson : Un parcours de l'intime, Actes Sud, 1999, 394 p. (ISBN 978-2-7427-2142-9).
- Jean Gallois, Ernest Chausson, Fayard, 1994, 605 p. (ISBN 978-2-213-03199-6).
- Jean Gallois et Isabelle Bretaudeau, Ernest Chausson : écrits inédits : journaux intimes, roman de jeunesse, correspondance, Éditions du Rocher, 1999, 505 p. (ISBN 978-2-268-03087-6).
- (en) Ralph Scott Grover, Ernest Chausson, the man and his music [« Ernest Chausson, l'homme et sa musique »], The Athlone Press, 1980, 245 p. (ISBN 0-485-11217-5), p. 194-201.

## Discographie
- Ernest Chausson « Les mélodies » par Brigitte Balleys (mezzo-soprano) et Billy Eidi, avec Jean-François Gardeil (baryton) et Sandrine Piau, 2 CD (Mis - 2008), ASIN : B000001YNO
- Gabriel Fauré / Ernest Chausson « Mélodies sur des poètes symbolistes » par Florence Katz (mezzo-soprano), 1 CD (Lyrinx) – Fauré : La Chanson d'Ève, Le Jardin clos et mélodies séparées – Chausson : Serres chaudes avec Marie-Pascale Talbot (piano) (Lyrinx)
- Serres Chaudes : Mélodies Françaises Bettina Smith (soprano), Einar Røttingen (piano), 1 CD (LAWO - 2013 - LWC1008)